# Seowon
I Seowon (서원?, 書院?) erano le istituzioni educative più comuni della Corea durante la metà e la fine della dinastia Joseon. Erano istituzioni private e combinavano le funzioni di un santuario confuciano e di una scuola preparatoria. In termini didattici, i seowon si occupavano principalmente di preparare gli studenti per gli esami del servizio civile nazionale. Nella maggior parte dei casi, i seowon accettavano solo alunni della classe aristocratica yangban. Il 6 luglio 2019, l'UNESCO ha riconosciuto un gruppo di nove seowon come patrimonio dell'umanità.

## Storia

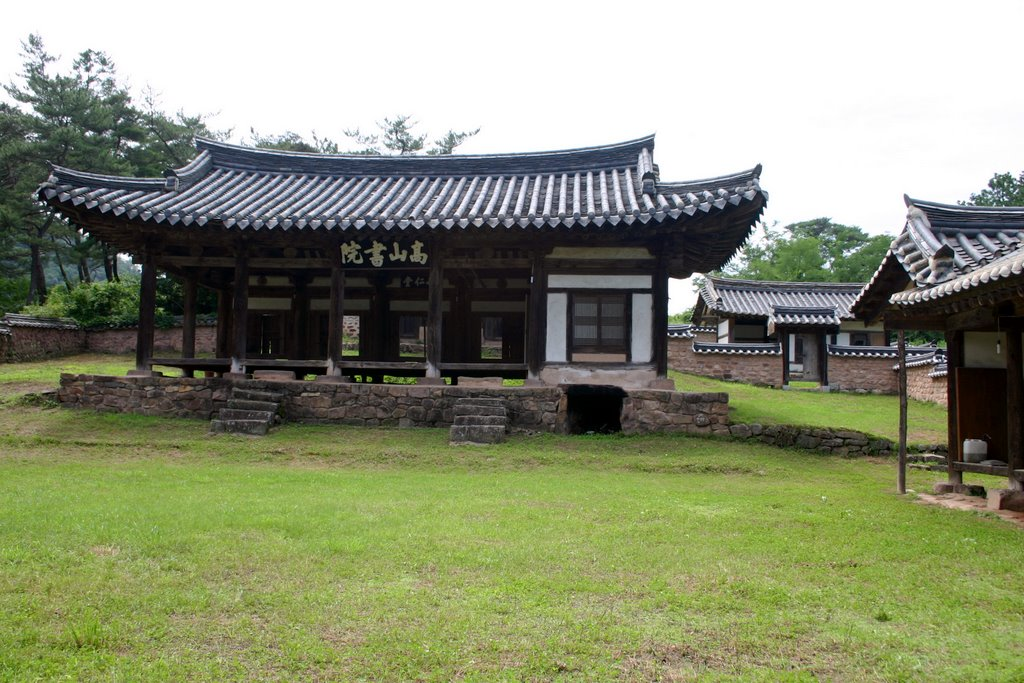
Seowon di Gosan

I Seowon vennero modellati sulle prime accademie cinesi private di apprendimento classico. Queste ultime avevano avuto origine nell'VIII secolo sotto la dinastia cinese Tang e furono successivamente smantellate sotto la dinastia Yuan per diventare scuole preparatorie per gli esami imperiali sotto il controllo del governo.
Sebbene l'anno esatto dell'introduzione dei seowon in Corea non sia noto con certezza, nel 1418 il re Sejong concesse ricompense a due studiosi per il loro lavoro nell'istituire seowon a Gimje e Gwangju. Il primo seowon a ricevere uno statuto reale fu il Sosu Seowon a Punggi, presieduto da Toegye, a cui fu data una licenza dal re Myeongjong nel 1550.
Molti seowon furono fondati da importanti letterati o da gruppi locali di famiglie yangban. Ad esempio, Ju Se-bong fondò il Sosu Seowon, che continuò a funzionare molto tempo dopo la sua morte. Alcuni di essi furono costruiti da studiosi di Sarim che si ritirarono nei villaggi sulla scia delle epurazioni dei letterati del XVI secolo e servirono come loro basi politiche.
La maggior parte dei seowon furono chiusi da un editto del reggente Daewongun negli ultimi turbolenti anni del XIX secolo. Nel 1864 venne vietata la costruzione non autorizzata di seowon e nel 1868 il regime di esenzione fiscale. Nel 1871 venne dato l'ordine di chiuderli tutti tranne un piccolo numero. Gli yangban provinciali rimasero indignati da queste misure, e questo fu uno dei motivi per cui Daewon-gun fu cacciato dal potere nel 1873; tuttavia, i seowon rimasero chiusi.

## Sito patrimonio dell'umanità
Seowon, accademie neoconfuciane coreane è un sito patrimonio dell'umanità costituito da una selezione di nove seowon:
- Sosu Seowon, Yeongju, Gyeongsangbuk-do
- Namgye Seowon, Contea di Hamyang, Gyeongsangnam-do
- Oksan Seowon, Gyeongju, Gyeongsangbuk-do
- Dosan Seowon, Andong, Gyeongsangbuk-do
- Piram Seowon, Contea di Jangseong, Jeollanam-do
- Dodong Seowon, contea di Dalseong, città metropolitana di Daegu
- Byeongsan Seowon, Andong, Gyeongsangbuk-do
- Museong Seowon, Jeongeup, Jeollabuk-do
- Donam Seowon, Nonsan, Chungcheongnam-do